# Proconsulidae
Proconsulidae là một họ thời kỳ đầu thuộc bộ Linh trưởng, sống trong thế Miocene ở Kenya, và phân bố hạn chế ở châu Phi. Họ này được chia thành 2 phân họ Proconsulinae và Nyanzapithecinae.

## Phân loại
- Liên họ Proconsuloidea hay Hominoidea
  - Proconsulidae Leakey, 1963
    - Proconsulinae Leakey, 1963
      - Proconsul Hopwood, 1933
        - Proconsul africanus Hopwood, 1933
        - Proconsul heseloni Walker et al., 1993
        - Proconsul major Le Gros Clark & Leakey, 1950
        - Proconsul nyanzae Le Gros Clark & Leakey, 1950

    - Nyanzapithecinae Harrison, 2002
      - Nyanzapithecus Harrison, 1986
        - Nyanzapithecus harrisoni Kunimatsu, 1997
        - Nyanzapithecus pickfordi Harrison, 1986
        - Nyanzapithecus vancouveringorum Andrews, 1974

      - Mabokopithecus von Koenigswald, 1969
        - Mabokopithecus clarki von Koenigswald, 1969

      - Rangwapithecus Andrews, 1974
        - Rangwapithecus gordoni Andrews, 1974

      - Turkanapithecus Leakey & Leakey, 1986
        - Turkanapithecus kalakolensis Leakey & Leakey, 1986